# Paolo Bettini
Paolo Bettini (ur. 1 kwietnia 1974 w Cecinie) – włoski kolarz szosowy, mistrz olimpijski w wyścigu ze startu wspólnego (2004), trzykrotny medalista mistrzostw świata oraz trzykrotny zdobywca Pucharu Świata.

## Kariera
Bettiniego zalicza się do jednego z najlepszych „łowców klasyków” swojego pokolenia. Został zawodowcem w 1997 roku. Z początku spełniał rolę pomocnika Michele Bartoliego, swojego włoskiego kolegi z drużyny Mapei, do czasu, kiedy mógł wygrać ciężki ardeński klasyk Liège-Bastogne-Liège. Od tej pory sam był kapitanem swojej drużyny. Podczas Tour de France w 2000 roku wygrał 8. etap z Agen do Dax.
W kolejnych latach był praktycznie nie do pokonania w ciężkich wyścigach jednodniowych, ponieważ dzięki swojej ekspansywności i nieobliczalności potrafił się wybić na prowadzenie zarówno na podjazdach, jak i w sprincie z grupy. Cechy jego charakteru dały mu przydomek il Grillo (Świerszcz). Punktem szczytowym jego kariery były lata 2002–2004, kiedy to wygrywał klasyfikację punktową Pucharu Świata. Szczególnie w 2003 dominował, wygrywając trzy wyścigi zaliczane do Pucharu Świata. Poza tym, od początku 2003 roku Bettini często obejmował prowadzenie w światowym rankingu UCI.
Pierwszy medal zdobył na mistrzostwach świata w Lizbonie, gdzie był drugi w wyścigu ze startu wspólnego. Przegrał tam tylko z Óscarem Freire z Hiszpanii, a wyprzedził Słoweńca Andreja Hauptmana. Od tego momentu przez kilka lat niezmiennie pozostawał kapitanem drużyny narodowej. Na igrzyskach olimpijskich w Atenach w 2004 roku zdobył złoty medal w tej samej konkurencji. Wyścig ze startu wspólnego wygrał także na mistrzostwach świata w Salzburgu w 2006 roku i rozgrywanych rok później mistrzostwach świata w Stuttgarcie. W 2004 również miał duże szanse na zdobycie wysokiego miejsca na MŚ, lecz w zdobyciu medalu przeszkodziła mu kontuzja kolana.
2 października 2005 zwyciężył w klasyku Züri-Metzgete, zaliczanym do ProTour, a 15 października 2005 w klasyku Giro di Lombardia, również zaliczanym do ProTour. W klasyfikacji generalnej UCI ProTour 2005 zajął 8. miejsce. W roku 2006 ponownie wygrał lombardzki klasyk i ponownie znalazł się na 8. pozycji końcowej klasyfikacji UCI ProTour 2006.
27 września 2008, dzień przed wyścigiem ze startu wspólnego na Mistrzostwach Świata w Varese podczas specjalnie zwołanej konferencji prasowej, ogłosił, że wraz z końcem sezonu kończy karierę sportową.

## Rankingi
| Rok               | 1998 | 1999 | 2000 | 2001 | 2002 | 2003 | 2004 | 2005 | 2006 | 2007 | 2008 |
| ----------------- | ---- | ---- | ---- | ---- | ---- | ---- | ---- | ---- | ---- | ---- | ---- |
| UCI World Ranking | 53.  | 13.  | 10.  | 9.   | 3.   | 1.   | 2.   |      |      |      |      |
| Puchar Świata     | -    | 7.   | 4.   | 4.   | 1.   | 1.   | 1.   |      |      |      |      |
| UCI ProTour       |      |      |      |      |      |      |      | 8.   | 8.   | 22.  | 53.  |
|                   |      |      |      |      |      |      |      |      |      |      |      |
| Źródło: UCI       |      |      |      |      |      |      |      |      |      |      |      |